# Heterocybaeus senzokuensis
Heterocybaeus senzokuensis är en spindelart som beskrevs av Komatsu 1968. Heterocybaeus senzokuensis ingår i släktet Heterocybaeus och familjen vattenspindlar. Inga underarter finns listade i Catalogue of Life.